# Johannes Jacobus Smith
Pour les articles homonymes, voir Smith.
Johannes Jacobus Smith est un botaniste néerlandais, né le 29 juin 1867 à Anvers et mort le 14 janvier 1947 à Oegstgeest.

## Biographie
J.J. Smith part à Java en 1891 où il devient conservateur assistant au Jardin botanique de Buitenzorg, près de Batavia (aujourd’hui Bogor). Il fait plusieurs expéditions à Java, dans les Sulawesi (aujourd’hui Sulawesi), les îles Ambon et les Moluques. En 1905, il est promu assistant à l’herbier. À partir de cette date et jusqu’en 1924, il fait de nombreux voyages dans les Indes orientales néerlandaises, principalement à Java pour y récolter des végétaux, décrire et catalogue la flore de cette région. En 1910, il reçoit un titre de docteur honoris causa de l’université d'Utrecht. Il devient directeur du Jardin botanique de Buitenzorg en 1913, fonction qu’il conserve jusqu’en 1924. Il retourne alors dans les Pays-Bas et s’installe d’abord à Utrecht, puis à Oegstgeest près de Leyde. Il continue de travailler sur les orchidées presque jusqu’à sa mort en 1947.
La description de la flore de la moitié ouest de la Nouvelle-Guinée (alors territoire néerlandais). Smith est, après Rudolf Schlechter (1872-1925), le plus important descripteur d’orchidées néo-guinéennes. Il décrit aussi de nombreux taxons notamment des familles des Ericaceae et des Euphorbiaceae.

## Liste d’espèces décrites par Johannes Jacobus Smith
- Aerides reversum J.J.Sm. (1912)
- Bulbophyllum borneense (Schltr.) J.J.Sm. (1912)
- Bulbophyllum brunendijkii J.J.Sm. (1906).
- Bulbophyllum echinolabium J.J.Sm. (1934).
- Calanthe veratrifolia var. dupliciloba J.J.Sm. (1922)
- Calanthe veratrifolia var. lancipetala J.J.Sm. (1930)
- Cirrhopetalum biflorum (Teijsm. & Binn.) J.J.Sm. (1903)
- Coelogyne salmonicolor var. virescentibus J.J.Sm. ex Dakkus(1935)
- Dendrobium acaciifolium J.J.Sm. (1917)
- Dendrobium acanthophippiiflorum J.J.Sm. (1915)
- Dendrobium agathodaemonis J.J.Sm. (1910)
- Dendrobium asperifolium J.J.Sm. (1911)
- Dendrobium atromarginatum J.J.Sm. (1929)
- Dendrobium capitellatum J.J.Sm. (1906)
- Dendrobium carstensziense J.J.Sm. (1929)
- Dendrobium confusum J.J.Sm. (1911)
- Dendrobium ephemerum J.J.Sm. (1917)
- Dendrobium halmaheirense J.J.Sm.
- Dendrobium lichenicola J.J.Sm. (1929)
- Dendrobium papilioniferum J.J.Sm. (1905)
- Dendrobium papilioniferum var. ephemerum J.J.Sm. (1905)
- Dendrobium quadrialatum J.J.Sm. (1922)
- Paphiopedilum glaucophyllum J.J.Sm. (1905)
- Phalaenopsis amboinensis J.J.Sm. (1911)
- Phalaenopsis denevei J.J.Sm. (1925)
- Phalaenopsis fimbriata J.J.Sm. (1921)
- Phalaenopsis fimbriata var. sumatrana J.J.Sm. (1932)
- Phalaenopsis pulcherrima J.J.Sm. (1933)
- 67 espèces du genre Dendrochilum

Il est aussi le premier descripteurs des genres : 
- Abdominea J.J.Sm. (1914)
- Ascocentrum Schltr. ex J.J.Sm. (1913)

Rudolf Schlechter lui dédie l’orchidée Cypripedium smithii.

## Liste partielle des publications
- (nl) 1905 : ‘Orchidaceae van Ambon (Batavia)
- (nl) 1920 : Aanteekeningen over orchideeën - [S.l.] - 5 dl.
- (en) 1926 : The Orchidaceae of Dr. W. Kaudern's expedition to Selebes. - [S.l.]
- (en) 1933 : Enumeration of the Orchidaceae of Sumatra and neighbouring islands. - Dahlem près de Berlin.
- (de) : Beiträge zur Kenntnis der Saprophyten Javas. XII-XIV: Burmannia tuberosa Becc. Leiden.. 102-138 pp. 16 lithogr. pl.
- (en) 1912 : avec Sijfert Hendrik Koorders (1863-1919), Ericacea - Gentianaceae - Corsiaceae - Polugalaceae. Leyde. 14 pp. 46 lithogr. pl.
- (nl) 1894-1914 : avec S.H. Koorders et Theodoric Valeton (1855-1929), Bijdrage n° 1 [-13] tot de kennis der boomsoorten op Java. Additamenta ad cognitionem Florae javanicae… (G. Kolff, Batavia & ‘s Gravenhage, 13 volumes) — J.J. Smith est l’unique auteur du douzième volume, le treizième volume est collaboration avec Theodoric Valeton.
- (nl) 1917 : avec divers collaborateurs : 's Lands Plantentuin Buitenzorg. Gedenkschrift ter gelegenheid van het honderdjarig bestaan op 18 mei 1917. Eerste gedeelte. (Buitenzorg)
- (nl) vers 1925 : Geïllustreerde gids voor 's Lands Plantentuin Buitenzorg pp 60 pb (Buitenzorg)